# Odynerus baidoensis
Odynerus baidoensis är en stekelart som beskrevs av Giordani Soika. Odynerus baidoensis ingår i släktet lergetingar, och familjen Eumenidae. Inga underarter finns listade i Catalogue of Life.